# Rebeldías líricas
Rebeldías líricas es el nombre del único libro publicado en vida por el poeta chileno José Domingo Gómez Rojas.
La obra, publicada en Santiago en 1913, cuando su autor tenía 17 años, contiene una colección de poemas de vigoroso contenido social, y representa una declaración explícita de compromiso con el afán revolucionario y con el despertar de la lucha de los trabajadores y de los desposeídos en el Chile de comienzos del siglo XX.
Las violentas circunstancias que precedieron a la muerte de Gómez Rojas convirtieron el libro en un texto poético símbolo de la rebelión de la juventud universitaria e intelectual de la época.